# Snötrana
Snötrana (Leucogeranus leucogeranus) är en art i fågelfamiljen tranor. Den är klassad som akut hotad (CR) av IUCN och är en av de mest utrotningshotade tranarterna.

## Utseende

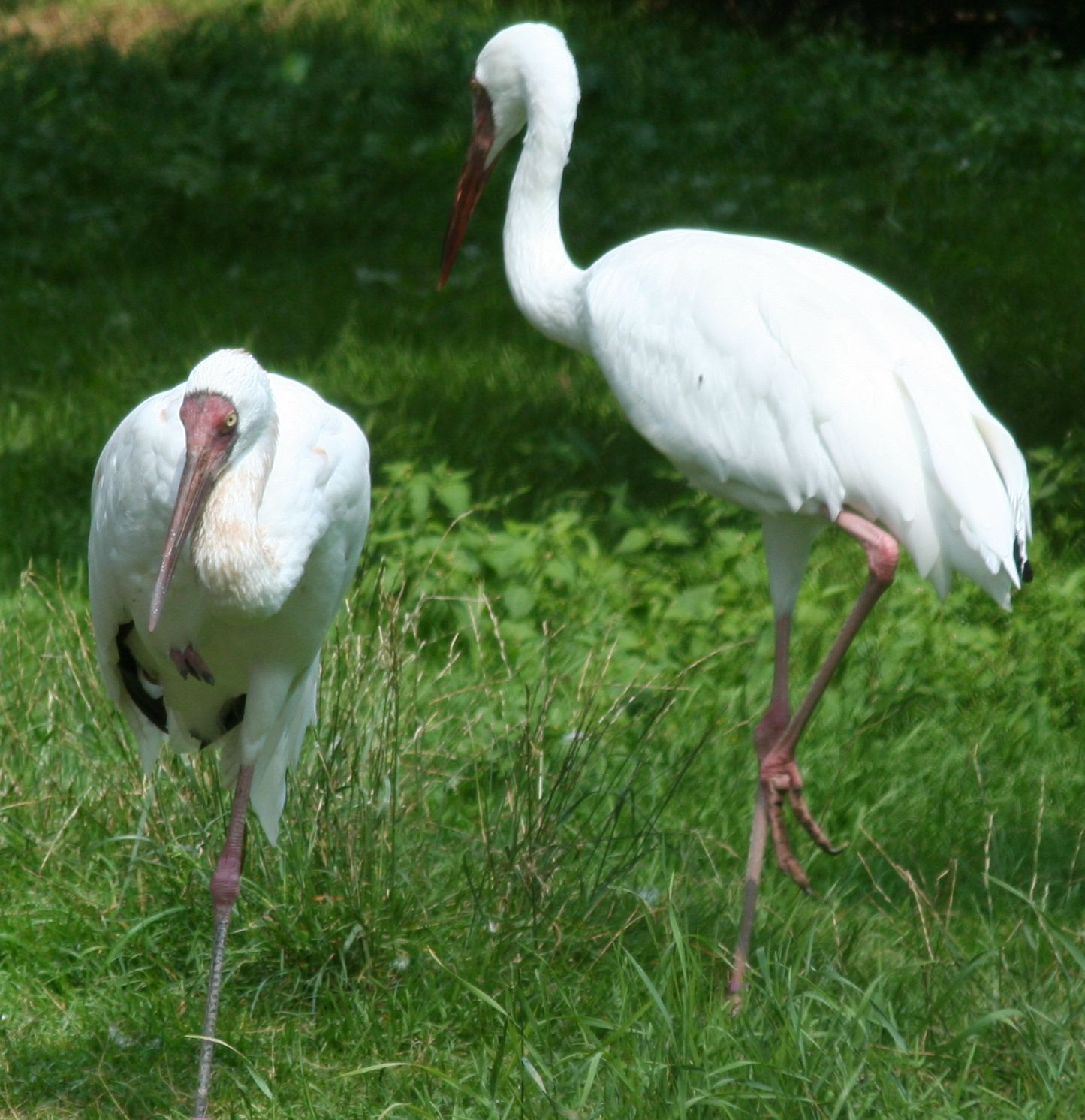

Snötranan är en av de allra största tranorna. Den blir 105-145 cm hög,, har ett vingspann på 205-245 cm och väger 4,90-8,62 kg. Vuxna fåglar är helvita förutom en mörkröd mask från näbb till strax bakom ögat, svarta handpennor, gula ögon och rödaktiga ben. Hanen är lite större än honan. Lätet är flöjtlikt och musikaliskt.

## Utbredning
Snötranan är en långflyttare som häckar i arktiska Ryssland i Sakha och västra Sibirien. Den östra populationen övervintrar vid Yangtzefloden och Poyangsjön i Kina, medan den västliga populationen övervintrar i Keoladeo nationalpark i Indien och i Fereydoon Kenar i Iran. Dock har ingen snötrana setts i Keoladeo sedan 2002.

## Ekologi

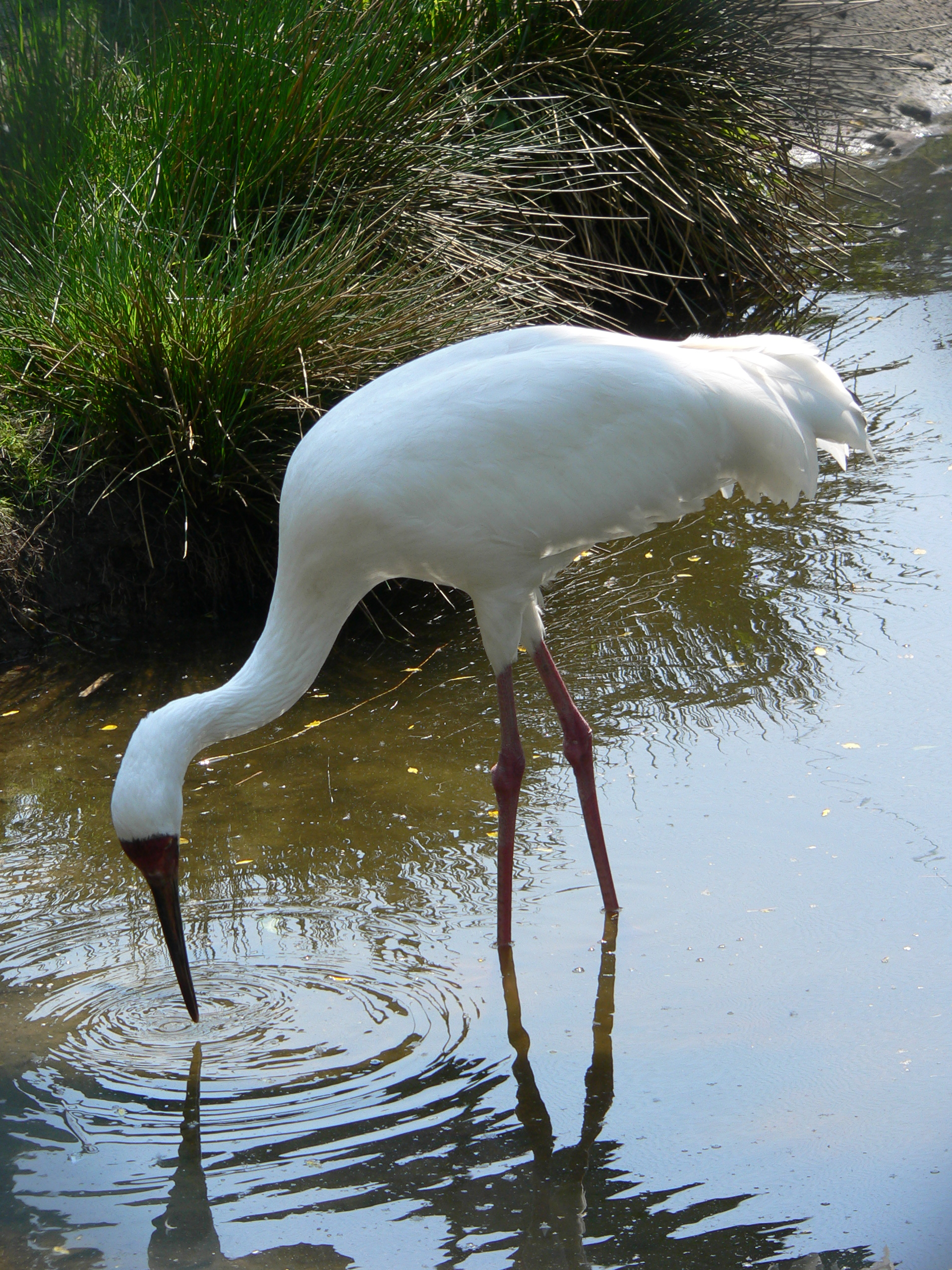

Den häckar och övervintrar i våtmarker där den lever av skott, rötter och knölarna ifrån vattenväxter.
I motsats till flera andra tranor bildas inga stora flockar under parningstiden. Flocken har över hela året upp till 15 medlemmar. Individernas dans är inte bara kopplad med parningsleken. Snötranan dansar även ensam och utanför parningstiden.
Hane och hona bildar under parningstiden mellan maj och augusti ett monogamt par. Honan lägger vanligen två ägg och de ruvas av båda föräldrar. Äggen kläckts efter 27 till 29 dagar men vanligen överlever bara en unge de första veckorna. Ungen ruggar efter 70 till 75 dagar för första gången och efter cirka tre år blir den könsmogen. Med människans vård levde flera individer något över 60 år och en individ blev 82 år gammal.
Labbar och måsar stjäl ibland ägg från snötranan.

## Systematik
DNA-studier visar att snötranan är avlägset släkt från övriga tranor i underfamiljen Gruinae. Tidigare placerades den i släktet Grus, men lyfts numera oftast ut till ett eget släkte, Leucogeranus.

## Status och hot
Världspopulationen uppskattas till 3 500–4 000 individer. Den västliga populationen anses numera utgöras av en enda vild individ. Snötranan kategoriseras som akut hotad (CR) av IUCN och är en av de mest utrotningshotade tranarterna.